# ポルノグラフィティのallnightnippon SUPER!
ポルノグラフィティのallnightnippon SUPER!はニッポン放送で放送されている深夜番組「オールナイトニッポン」で放送された番組。

## 概要
- そもそもは、水曜日のこの時間帯に『ゆずのallnightnippon SUPER!』が放送されていたが、ゆずの2人が音楽活動に専念するため、2000年11月1日をもって、放送を終了し、その後は週替わりのパーソナリティで穴埋めをして、年明けの2001年1月からポルノグラフィティが新たに、水曜日のallnightnippon SUPER!のパーソナリティに就いたもの。
- 番組の前身は加藤晴彦の@llnightnippon.com内で放送されていたミニ番組「R317」（タイトルの由来はメンバーの出身地である広島県因島市に唯一通っていた国道の国道317号線から）。
- レギュラー終了後も何度か『ポルノグラフィティのオールナイトニッポン』として特番として復活している。
- 2007年4月7日から2010年3月30日まで岡野単独で『ポルノグラフィティ岡野昭仁のオールナイトニッポン』としてオールナイトニッポンが放送されていた。

## パーソナリティ
- ポルノグラフィティ （ロックバンド）
  - 岡野昭仁
  - 新藤晴一
  - Tama（放送当時メンバーだったが、2004年に脱退。）

## 放送時間
- 2001年1月 - 2003年3月 水曜SUPER!・22:00 - 24:00（レギュラー）
- 2003年11月7日 金曜日・25:00 - 27:00 （単発）→ 13thシングル「愛が呼ぶほうへ」発売時（Tama在籍時最後の放送）
- 2006年11月21日 火曜日・25:00 - 27:00 （単発）(くりぃむしちゅーの代行）→ 6thアルバム『m-CABI』発売時
- 2012年3月28日 水曜日・25:00 - 27:00 （単発）（NESMITHの代行）→ 9thアルバム『PANORAMA PORNO』発売時
- 2013年5月27日 月曜日・25:00 - 27:00 （単発）（鬼龍院翔の代行）→ 僕らのビートを喰らえコラ！SPECIAL
- 2014年6月5日 木曜日・22:00 - 23:54 （単発）（ゆずの代行）→ 僕らのビートを喰らえコラ！SPECIAL 「オールナイトニッポンGOLD」木曜日の枠で放送。
- 2016年7月27日 水曜日・25:00 - 27:00 （単発）(AKB48の代行）→ 僕らのビートを喰らえコラ！
- 2021年9月24日 金曜日・24:00 - 24:53 （単発）→ 51stシングル「テーマソング」発売時。「オールナイトニッポンX」金曜日の枠で放送。